# 宮川村立坂下中学校
宮川村立坂下中学校（みやがわそんりつ　さかしもちゅうがっこう）は、かつて岐阜県吉城郡宮川村（現・飛騨市）に存在した公立中学校。

## 概要
- 旧・吉城郡坂下村の中学校であった。坂下小学校に併設され、坂下小中学校とも称した。

## 沿革
- 1947年（昭和22年）4月1日 - 坂下村に坂下村立坂下中学校が開校。坂下小学校に併設。
- 1956年（昭和31年）9月30日 - 坂上村、坂下村が合併し、宮川村が発足。同時に宮川村立坂下中学校に改称する。
- 1965年（昭和40年）3月 - 宮川中学校に統合され、廃校。